# Шамарин, Владимир Николаевич
Влади́мир Никола́евич Шама́рин (1906—1991) — советский инженер, конструктор миномётного вооружения. Лауреат Сталинской премии.
Младший из братьев Шамариных, Владимир родился в 1906 году в семье талантливого механика-самоучки Николая Шамарина, привившего любовь к технике и изобретательству всем четверым своим сыновьям, трое из которых стали лауреатами Сталинских премий.
Владимир учился в Череповецком механическом техникуме, по окончании которого работал техником фарфорового завода «Пролетарий» в Новгородской области. После службы в армии перебрался вслед за старшими братьями в Ленинград. С 1936 года начал работу в конструкторском бюро, связанным с разработкой миномётного вооружения. В 1940 году был назначен начальником специального конструкторского бюро (СКБ-4), действовавшего при заводе «Арсенал».
Одной из разработок конструктора Шамарина был миномёт РМ-40, который заменил 50-мм ротный миномёт образца 1938 года, получивший множество нареканий по итогам советско-финской войны. Владимир Шамарин значительно упростил конструкцию миномёта, это позволило уменьшить массу и габариты. Минимальная дальность стрельбы сократилась с 200 до 60 метров, при сохранении прежней максимальной дальности — 800 метров. Работы по совершенствованию конструкции миномёта были продолжены и в 1941 году появилась упрощенная модель, получившая обозначение РМ-41. Её главным отличием стала большая мобильность — Шамарин внедрил в конструкцию элементы колёсного лафета, позволявшего вручную откатить миномёт на другую позицию. Была также внедрена упрощённая схема безопасного удаления мины после осечки.
За разработку новых образцов и отдельных конструкций минометного вооружения в годы Великой Отечественной войны Владимир Шамарин был награждён орденом Красной Звезды и орденом Кутузова второй степени, в 1943 году стал лауреатом Сталинской премии второй степени.